# 宏梦卡通
宏梦卡通，全称湖南宏梦卡通传播有限公司，是一家中国动画公司，于2004年5月成立。
2005年1月，三辰卡通向法院起诉宏梦卡通其所创办的动漫形象与三辰卡通的动漫形象有相似之处。2007年3月双方庭外和解，包括三辰卡通对宏梦卡通已经制作发行的“虹猫蓝兔”节目表示谅解，宏梦卡通承诺以后不制作发行除《虹猫蓝兔七侠传》系列以外其他“虹猫蓝兔”节目。
2007年11月28日，宏梦卡通和三辰卡通正式宣布达成战略合作。宏梦卡通控股三辰卡通，三辰卡通持有宏梦卡通一定的比例。
2015年，长城动漫收购宏梦卡通。在2015年7月，长城动漫便将宏梦卡通旗下“虹猫蓝兔”全部商标及著作权以5500万元价格出售，并获得1500万元的投资收益，而广州虹猫蓝兔动漫科技有限公司获得“虹猫蓝兔”系列动画节目著作权和虹猫、蓝兔及虹猫蓝兔系列动画片中的相关动画形象的著作权。

## 旗下作品
- 虹猫蓝兔系列
- 奇奇颗颗系列
- 神厨小福贵